# Dichopogon
Dichopogon is een geslacht uit de aspergefamilie. De soorten komen voor in Australië en Nieuw-Guinea.

## Soorten
- Dichopogon capillipes
- Dichopogon fimbriatus
- Dichopogon preissii
- Dichopogon strictus
- Dichopogon tyleri